# Psychotria pervillei
Psychotria pervillei är en måreväxtart som beskrevs av John Gilbert Baker. Psychotria pervillei ingår i släktet Psychotria och familjen måreväxter. Inga underarter finns listade i Catalogue of Life.